# François Marthouret
Francois Marthouret (Parigi, 12 settembre 1943) è un attore, regista teatrale e regista francese.

## Filmografia

### Cinema
- Décombres, regia di Jacques Mondolini (1963)
- Mistral, regia di Joris Ivens (1965)
- Nous n'irons plus au bois, regia di Georges Dumoulin (1970)
- L'Aveu, regia di Costa-Gavras (1970)
- Les Camisards, regia di René Allio (1970)
- Le Retour d'Afrique, regia di Alain Tanner (1973)
- Le Voyage de noces, regia di Nadine Trintignant (1975)
- Le Dossier 51, regia di Michel Deville (1978)
- Poker menteuses et révolver matin, regia di Christine Van de Putte (1978)
- Bobo la tête, regia di Gilles Katz (1980)
- Antonieta,  regia di Carlos Saura (1982)
- La Petite Bande, regia di Michel Deville (1982)
- Vive les femmes !, regia di Claude Confortès (1983)
- Liste noire,  regia di Alain Bonnot (1984)
- Venise sauvée, regia di André Engel (1987)
- Sotto il vestito niente 2, regia di Dario Piana (1988)
- Blanval, regia di Michel Mees (1991)
- Annabelle partagée, regia di Francesca Comencini (1991)
- Le Silence de l'été, regia di Véronique Aubouy (1991)
- Amour et chocolat (Hot chocolate), regia di Josée Dayan (1992)
- Aux petits bonheurs,  regia di Michel Deville (1994)
- l'Amour conjugal, regia di Benoît Barbier (1995)
- Pluies, regia di Véronique Aubouy (1995)
- Il était une fois la Mésopotamie, regia di Jean-Claude Lubtchansky (1998)
- Sitcom - La famiglia è simpatica (Sitcom), regia di François Ozon (1998)
- La Ville des prodiges (La ciudad de los prodigios), regia di Mario Camus (1998)
- La Guerre dans le Haut Pays, regia di Francis Reusser (1999)
- Entrevue, regia di Marie-Pierre Huster (1999)
- Balzac - Una vita di passioni, regia di Josée Dayan (1999)
- L'Anglaise et le Duc, regia di Éric Rohmer (2001)
- Ticket choc, regia di Marie-Pierre Huster (2003)
- Tout le plaisir est pour moi, regia di Isabelle Broué (2004)
- Il ritorno di Mr. Ripley (	Ripley Under Ground), regia di Roger Spottiswoode (2005)
- La Petite Jérusalem, regia di Karin Albou (2005)
- Deux jours à tuer, regia di Jean Becker (2007)
- Aliker, regia di Guy Deslauriers (2008)
- Ella & Louis, regia di Laurence Moine (2008)
- Streamfield, les carnets noirs, regia di Jean-Luc Miesch (2009)
- Vénus noire, regia di Abdellatif Kechiche (2010)
- Grazie a Dio (Grâce à Dieu), regia di François Ozon (2019)

### Televisione
- Vite a termine, regia di Giovanni Soldati – film TV (1995)